# 景阳镇 (建始县)
景阳镇，是中华人民共和国湖北省恩施土家族苗族自治州建始县下辖的一个乡镇级行政单位。

## 行政区划
景阳镇下辖以下地区：
景阳社区、团碑村、大里村、社堂村、凤凰观村、郑家坦村、大坝村、兴隆寺村、白果树村、马鞍山村、白岩水村、雷家坡村、五花寨村、廖家坦村、后槽村、高燎村、偏坦村、尹家村、喜洋村、孙家坪村、丁家槽村、龙潭槽村、大天坑村、栗子坪村、粟谷坝村、硝洞坪村、桐梓沟村、谢家湾村、青龙河村、大树垭村、双寨子村和龙家坝村。